# Hilde Claes
Pour les articles homonymes, voir Claes.
Hilde V.M. Claes, née le 27 octobre 1967 à Hasselt est une femme politique belge flamande, membre du sp.a. Elle est la fille de Willy Claes.
Elle est licenciée en droit (VUB) et avocate.

## Fonctions politiques
- Députée permanente (Limbourg) (2006-2009)
- Conseillère communale de Hasselt (2000-2016).
- Echevine de Hasselt (2005-2009).
- Bourgmestre de Hasselt (2009-2016).
- Membre du Parlement flamand du 24 janvier 2001 au 5 juin 2003.
- Députée fédérale du 18 mai 2003 au 1er décembre 2006.